# Токо Каудио (Беневенто)
Токо Каудио (итал. Tocco Caudio) је насеље у Италији у округу Беневенто, региону Кампанија.
Према процени из 2011. у насељу је живело 677 становника. Насеље се налази на надморској висини од 532 м.

## Становништво
Према резултатима пописа становништва 2011. у општини је живело 1.543 становника.
| 1931. | 1936. | 1951. | 1961. | 1971. | 1981. | 1991. | 2001. | 2011. |
| ----- | ----- | ----- | ----- | ----- | ----- | ----- | ----- | ----- |
| 1.972 | 2.025 | 2.227 | 2.091 | 1.769 | 1.656 | 1.661 | 1.605 | 1.543 |